# Hrubý Šúr
Hrubý Šúr (maďarsky Hegysúr) je slovenská obec ležící cca 6 km jižně od Sence a východně cca 16 km od Bratislavy v nadmořské výšce 126 m n. m. Žije zde přibližně 1 000 obyvatel. V obci žijí kromě převažující maďarské národnosti (74.29%, 2001) také Slováci (24.29%) a Češi.

## Historie
Archeologické nálezy v katastru a okolních lokalitách dokazují přítomnost člověka už od mladší doby kamenné. Přímý doklad o osídlení katastru obce pochází ze 7. století. Při hluboké orbě v lokalitě Csandal byly v roce 1952 objeveny lidské kosti a různé dobové zbraně. Další lokalitou je Kerektó, kde bylo odkryto pohřebiště z 8.–11. století. První dochovaná zmínka o obci pochází z roku 1245.  V letech 1938 až 1945 byl Hrubý Šúr, na základě první vídeňské arbitráže, součástí Maďarského království.

## Památky
V obci je římskokatolická kaplička Nejsvětější Trojice z roku 1970.

## Vybavenost
Obec Hrubý Šúr je vybavena základní školou, obchodem, poštou a pizzerií. V obci je sbor dobrovolných hasičů, má vlastní fotbalový tým a hřiště, na které jezdí trénovat TJ Kóba Senec. Nedaleko je zatopené štěrkoviště nazývané Báňa, vhodné ke koupání.
V obci Hrubý Šúr tradičně probíhají obecní zábavy v místním kulturním zařízení u ZŠ nebo v nově zbudovaném kulturním domě u fotbalového hřiště. V obci v současnosti probíhá čilý stavební ruch a obec pomalu ztrácí svůj původní charakter a mění se v předměstí Bratislavy. Obcí prochází významná komunikace 1. třídy spojující Senec se Šamorínem.